# چوریلاتس
چوریلاتس (به لاتین: Ćurilac) یک منطقهٔ مسکونی در مونته‌نگرو است که در شهرداری دانیلوگراد واقع شده‌است. چوریلاتس ۵۴۸ نفر جمعیت دارد.